# Manade Blatière-Bessac
Pour les articles homonymes, voir Bessac.
La manade Blatière, devenue Blatière-Bessac en 1996, est un élevage de taureaux de Camargue fondé en 1921 par Alfred Blatière.

## Historique
En 1921, Alfred Blatière, tonnelier à la source Perrier, achète huit bêtes et crée la manade. En 1937, il l'installe au mas des Iscles à Vauvert ; plus tard, les pâturages s'étendront également sur Le Cailar, avec au total 450 hectares.
Alfred Blatière verra lui succéder ses fils Arthur et Frédou Blatière. Jacques, fils d'Arthur, né le 23 juin 1941 à Vergèze, prend à son tour les rênes en 1972, après la mort de son père. Ayant présidé l'Association des manadiers, il excipe de son expérience de « pharmacien manadier » pour soutenir une thèse d'exercice en 2005 sous la direction de Chantal Marion.
Il transmet la manade en 1996 à ses neveux Laurent et Pierre Bessac, fils de sa sœur Annette. L'élevage prend alors le nom de « manade Blatière-Bessac ».
Il existe une association de soutien à la manade, dénommée « Les Amis de la manade Blatière-Bessac ».

## Palmarès
La manade a élevé six cocardiers qui sont devenus Biòu d'or : Gandar, le premier d'entre eux (1955), Vergézois II (1961) et Vergézois III (1970), Dur (1973), Ringo (1978) et Mourven (1995).